# 5e régiment de tirailleurs tonkinois
Le 5e régiment de tirailleurs tonkinois est une unité de l'Armée française, active en Chine et en Indochine au début du XXe siècle.

## Historique
Le régiment est créé le 5 septembre 1902 (ou le 14 octobre) à partir du 17e régiment d'infanterie coloniale. Formé de deux bataillons, il est affecté à la réserve de Chine, force stationnée au Tonkin et apte à intervenir dans l'Empire du milieu. Une compagnie est en garnison dans l'enclave de Kouang-Tchéou-Wan.
Le régiment est dissous le 29 février 1908,.
Le drapeau du régiment ne porte pas d'inscription et n'a pas reçu de décorations.